# 아스카 시대
아스카 시대(일본어: 飛鳥時代 아스카지다이[*])는 일본사의 시대 중 하나로, 고훈 시대의 뒤에서 헤이안 시대의 앞에 오는 시대이다. 넓은 의미에서는 나니와궁이나 아스카쿄에 궁도(宮都)가 놓여 있던 스이코 천황 원년(593년)부터 겐메이 천황 3년(710년)에 걸친 118년을 가리킨다. 좁게는 쇼토쿠 태자가 섭정한 스이코 천황 원년(593년)부터 후지와라쿄로의 천도가 완료된 지토 천황 8년(694년)에 걸친 101년, 혹은 스이코 천황 원년(593년)부터 겐메이 천황 3년(710)에 걸친 117년간을 가리킨다. 이전엔 고훈 시대와 합쳐서 야마토 시대로 부른 시기가 있었지만, 지금은 고훈 시대와 아스카 시대를 나누는 것이 일반적이다. 아스카 문화(飛鳥文化)와 하쿠호 문화(白鳳文化)가 개화한 시기이기도 하다.
6세기 말에는 한반도에서 불교가 전래되어 7세기 전반의 아스카 시대에 일본 최초의 불교 문화가 생겨났다. 7세기에 이르러 도래인 계열 씨족 중 대표적인 씨족이었던 소가씨(蘇我氏)는 불교를 앞세워, 보수세력으로서 불교에 반감을 가진 모노노베씨 등의 경쟁 씨족을 제압하고 왕실과 인척 관계를 맺어 5대에 걸쳐 일본 왕실의 외척이 되어 정치적으로 실세를 떨치기도 하였다. :21 천황의 섭정인 쇼토쿠 태자는 불교를 후원하였고 604년에 만든 십칠조헌법에 불교에 관련된 내용도 들어 있다. 이처럼 소가 씨를 비롯한 도래인 씨족이 일본 왕실을 위협하자 나카노오에 황태자는 645년 정변으로 소가 씨를 멸문하였으며, 수도를 아스카에서 나니와(難波)로 천도하고 이듬해 다이카 개신에 관한 조칙을 공포하였다. 다이카 개신 이후를 하쿠호 문화로 구별하기도 한다. 이후 임신(壬申)의 난(일본어: 壬申の乱, 672년)을 거쳐, 681년 덴무 천황이 최초로 율령 반포를 준비한 이래 8세기에 접어들어서 당나라의 율령을 기반으로 한 일본식 율령의 본격적인 편찬이 시작되고 :56 701년 (다이호 원년)에 다이호 율령을 반포하여 공식적인 국호를 일본으로 변경하는 등 그 첫 결실을 거둔다. :56
아스카 시대의 불교 예술은 사원건축에서 주로 나타나는데, 대표적인 사원이 아스카사와 나라외곽에 쇼토쿠 태자가 만든 호류사가 있다.

## 어원
'아스카'라는 이름은 현재의 나라현 다카이치군 아스카촌근방에 해당하는' 아스카'에 궁전과 도읍이 세워져 있었다는 것에서 유래한다. 아스카 시대라고 하는 시대 구분은 원래 미술사와 건축사에서 사용하기 시작한 말이다. 1900년전후에 미술학자 세키노 다다시와 오카쿠라 덴신이 제안하였는데 세키노는 다이카 개신까지를, 오카쿠라는 헤이조쿄 천도까지를 아스카 시대라고 하였다. 일본사에서는 보통 오카쿠라의 제안을 받아들이고 있으나, 현재에도 미술사나 건축사 같은 분야에서는 세키노의 제안이 사용되어, 다이카 개신 이후를 하쿠호 시대(白鳳時代)라고 구별하기도 한다.
'아스'가 '大', '母'를 뜻하는 고대 한국어 '엇/어ᅀᅵ'와 동계어라는 견해가 있다. '영유자(領有者)' 즉 왕을 뜻하는 'asu'에 지명접미사 'ka'가 첨가된 것으로 '왕성(王城)·왕도(王都)'를 뜻하며 고조선의 수도 '아사달'과도 같은 의미라는 견해이다. 이에 따르면 일본어 'osi(大)', 'osa(長)', 'usi(領有者)' 등도 모두 동계어라고 한다.

## 시기별 개요

### 배경
성씨제도에 기초한 부민제가 보급되던 중 6세기 중반에 백제의 성왕이 석가불상과 경론 등을 조정에 보내 불교가 전해졌다. 이후 587년 천황이 불교에 귀의하여 배불파인 모노노베노 모리야와 숭불파인 소가노 우마코가 대립하기 시작했다. 후의 쇼토쿠 태자는 소가씨 편에 서서, 모노노베씨를 멸망시켰다 (정미의 난). 모노노베 씨를 멸망시킨 이후 약 반세기 동안 소가 씨는 대신(大臣)이 되어 권력을 잡았다. 588년에는 소가노 우마코가 아스카에 호코지(法興寺)를 세우기 시작했다.
592년 소가노 우마코는 야마토노아야노 코마에게 스슌 천황을 암살하게 하고, 여제 스이코 천황을 옹립했다. 우마야도 황자(쇼토쿠 태자)는 황태자로 세워지고 섭정이 되었다.

### 스이코 조정(593년 ~ 628년)

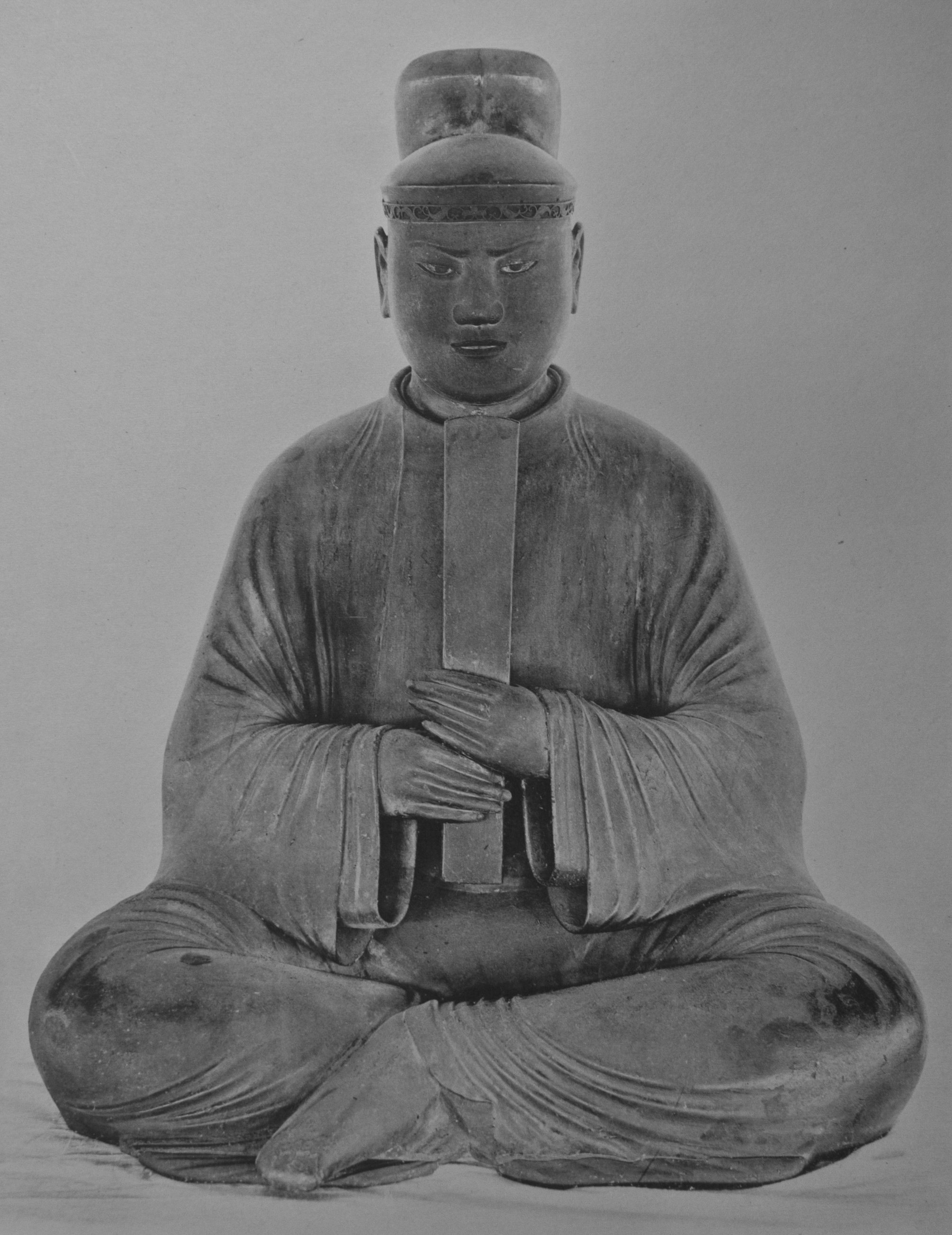
쇼토쿠 태자의 상. 호류지 성령원(聖霊院) 소유.

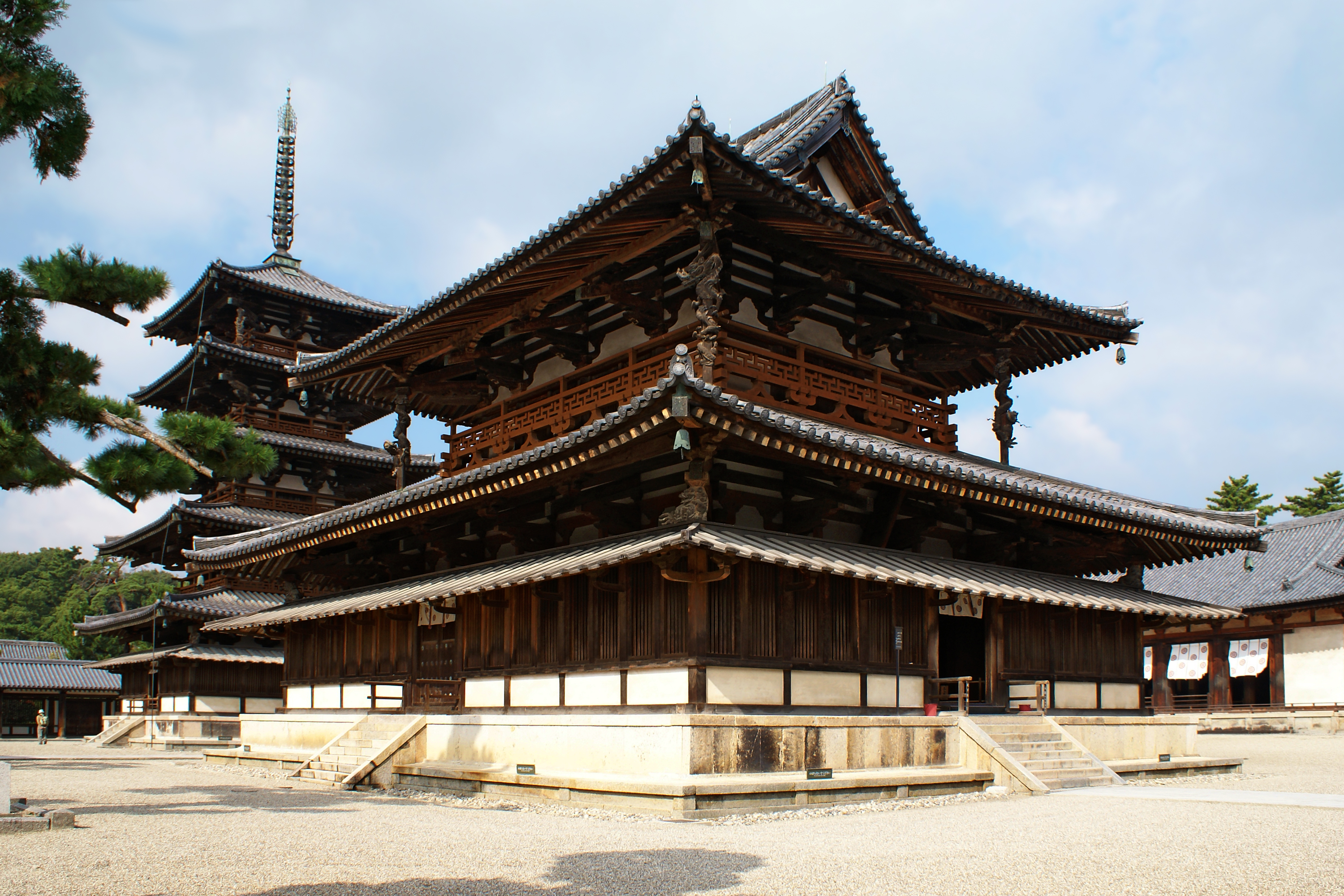
호류지 금당.

스이코 천황은 아스카쿄의 풍포궁(豊浦宮)에서 즉위하여 궁도가 아스카로 옮겨졌다. 스이코 천황은 소가노 우마코의 협력을 얻어 내외의 새로운 움직임에 대응해서 국정을 이끌어 갔다. 스이코 천황은 우선 불교에 의한 국내의 통일을 꾀하기 위해 불교흥륭의 조를 공포했다. 그리고, 관위12계를 제정(604년)하여 개인의 재능과 공적에 따라서 유교의 덕목인 덕(德)․인(仁)․예(禮)․의(義)․지(智)를 취하여 이를 대소로 나눠 12계로 하는 지위를 정하고 그 상징으로서 색과 장식에 의해 등급을 표시한 관(冠)을 수여한 것이다. 쇼토쿠 태자가 십칠조헌법을 만들어 불교의 번성에 힘을 쏟는 등, 천황중심의 이상적인 국가체제를 세우는 초석을 쌓았다.
607년, 오노노 이모코가 견수사로 파견되었고 당시 쇼토쿠 태자는 동쪽의 천자로서 수나라에 안부를 물었다. 620년에는, 쇼토쿠 태자가 소가노 우마코와 함께 덴노키, 고쿠키 등을 편찬했다. 한반도와 관련된 소가 가문은 소가노 이나메(蘇我 稲目, ? ~570), 우마코(馬子, ? ~626), 에미시(蝦夷, ?~645), 이루카(入鹿, ?~645)의 4대에 걸쳐 번성하여 그 세력이 천황을 능가하게 되었다. 622년에 쇼토쿠 태자, 628년에 스이코 천황이 죽자, 소가노 에미시는 자신이 추대한 조메이 천황(재위 629~641)를 억지로 즉위시킨 후, 병사로 하여금 자신의 저택을 지키게 하고 자기의 묘를 만드는 데 전국의 백성을 사적으로 부리며 그것을 ‘미사사기(陵, 원래 덴노의 묘를 부르는 말)’로 부르게 하는 등 신하로서의 도를 넘는 파행이 눈에 띄었다.
국조제(國造制)는 늦어도 스이코 조정 즈음 전국적으로 시행되고 있었다. 국조(國造)란 왕권에 복속한 각지의 유력호족에게 부여한 일종의 호칭으로, 야마토 정권의 지방관 같은 성격을 가진 것이다.

### 조메이・고교쿠 조정(629~645년)
일본사기에 따르면, 쇼토쿠 태자와 스이코 천황이 죽은 후에는 소가노 에미시와 아들 소가노 이루카의 전횡이 두드러졌다. 스이코 천황이 사망한 후, 유력한 치천하대왕위 계승 후보가 된 것은 쇼토쿠 태자의 아들인 야마시로대형왕과 다무라 황자(田村皇子)였다. 소가노 에미시는 스이코 천황의 유언을 바탕으로 다무라 황자를 조메이 천황으로 옹립하였다. 이 때 같은 소가씨인 소가노 사카이베노 마리세는 야마시로대형왕을 지지했기 때문에 소가노 에미시에 의해 멸망하였다. 641년 조메이 천황이 죽은 후에는 대후인 타카라황녀(寶女王)가 고교쿠 천황으로 즉위하였다. 게다가 소가노 에미시가 스스로 국정을 집전하고 보라색 관을 착용하였으며, 643년에는 쇼토쿠 태자의 아들이자 상궁왕가인 야마시로대형왕을 멸족시키는 등 소가씨의 전횡이 심해졌다.
고교쿠 천황 4년(645년) 음력 6월 12일(양력 7월 10일)에, 나카노오에는 나카토미노 가마타리와 모의해, 당시의 권신이었던 소가노 이루카를 고교쿠 천황이 보는 앞에서 참살하는 쿠데타를 일으켰다.(을사의 변) 이루카의 아버지 소가노 에미시는 이루카가 참살당한 다음 날에 자결하였다. 그리고 그 다음날 고교쿠 천황의 양위에 따라 고교쿠 천황의 동모제(同母弟)를 고토쿠 천황(재위 645~654년)으로 옹립하고, 나카노오에 자신은 황태자가 되어 일본 최초로 연호를 다이카(大化)로 정하고 개혁을 실행했다(→다이카 개신). 또한 아리마(有間) 황자와 같은, 자신과 대립한 유력 세력을 여러 가지 수단을 써서 제거해간다.

### 고토쿠 조정(645년~654년)
을사의 변 이후 고교쿠 천황은 동생인 카루 황자(輕皇子)에게 양위했는데, 그가 바로 고토쿠 천황이다. 고토쿠 천황은, 일본에서 최초의 연호인 다이카(大化)를 제정하는 등 차례차례로 개혁을 진행해 갔다. 이를 다이카 개신이라 한다. 일본서기에 따르면, 645년(다이카 원년) 12월에는 도읍을 나니와나가라토요사키노미야(難波長柄豊碕宮)으로 옮겼다. 이듬해인 646년(다이카 2년) 정월에는 개신의 조서를 선포하고 정치체제를 개혁하기 시작하였다. 그 후로, 당시까지 소가씨의 대신 1명뿐인 중앙 관제를 좌대신·우대신·내대신의 3대신 체재로 개편하였다. 또한 국사를 통해 호적과 전답을 조사할 것을 명하였고, 649년(다이카 5년) 무렵 지방 편제를 코오리(評, 평)에 기반한 것으로 바꾸었다. 이듬해인 650년 2월 15일 아나토국(훗날 나가토국)에서 하쿠치(白雉)라는 연호를 올리자 이를 수용하고 연호를 바꾸었다.

### 사이메이 조정 (655년 ~ 661년)
고토쿠 천황이 사망한 뒤, 고토쿠 천황의 전임이었던 고교쿠 천황이 사이메이 천황이라는 이름으로 다시 즉위했다. 허나 실권은 을사의 변 이후 사이메이 천황의 아들인 나카노오에 황자가 잡고 있었다. 이 시기 한반도에서는 660년에 백제가 나·당 연합군에게 패하여 수도가 함락되고 의자왕이 항복하였으며, 왕족과 대신들이 당에 포로로 끌려가는 가운데, 복신·도침을 중심으로 한 백제부흥운동 세력은 당시 왜 조정에 체류하고 있던 옛 백제의 왕자 풍장을 돌려보내줄 것을 요청해 왔다.

### 텐지 조정(661년~672년)

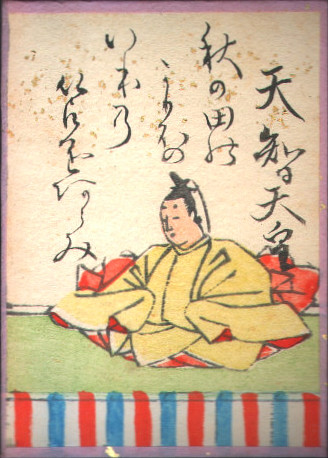
다이카 개신을 주도한 덴지 천황

직접 츠쿠시(筑紫)까지 나아가 백제 부흥군 지원을 위한 원병 파병에 힘쓰던 사이메이(齊明) 천황이 재위 7년만인 661년 음력 7월 24일(양력 8월 24일)에 죽은 뒤 나카노오에는 황태자로서 실권을 장악하였으나, 즉위식을 치르지 않고 오랫동안 칭제(稱制)의 형식으로 국정을 맡아보면서 백제 부흥운동을 지원하였다. 그러나 백제에 파병한 구원군은 덴지 2년(663년) 음력 7월 20일(양력 8월 28일)에 백강(白江) 어귀에서 나·당 연합군에게 처참하게 궤멸되고(백강 전투) 백제부흥운동은 실패로 돌아갔다. 나카노오에 황자는 신라 · 당과의 국교를 재개하기 위해 견신라사, 견당사를 파견하였다.
백강 전투는 일본의 내정에도 영향을 주었다. 일본의 지배층은 신라가 백제를 쫒아 침략해올 것이라는 근심을 품게 되었고, 각지에 방위시설을 조성하기 시작하였다. 664년 쓰쿠시국에 다자이후를 지키는 미즈키(水城)를 만들고 쓰시마섬·오키 제도·쓰쿠시 등 한반도 방면에 사키모리와 봉화을 설치했다. 666년에는 일본 내 백제인 2,000여 명을 아즈마국(東國)으로 옮겨 동방의 방어를 담당케 하고, 방위시설을 정비하였다. 667년 도성도 방어에 유리한 오미오쓰노미야(近江大津宮)로 옮겼다. 그 밖에 야마토에 타카야스성(高安城)이, 사누키에 야시마성(屋島城)이, 쓰시마에 가네다성이 축성되었다.
나카노오에 황자는 668년에 칭제를 그만두고 덴지 천황으로 즉위하였다. 670년에 전국에 호적(경오년적)을 만들고 국민의 수를 파악하였으며, 아즈마국에 목책을 정비하였다. 덴지 천황은 이듬해인 671년에 급사하였으나 사인은 전해지지 않아 여러 설이 있다.

### 텐무・지토 조정
덴지 천황이 사망하자 덴지 천황의 동생인 오오아마(大海人)황자와 아들인 오오토모(大友)황자(메이지 시대에 고분 천황으로 추숭됨) 사이에 다툼이 벌어졌는데, 이것이 바로 672년 일어난 진신의 난이다. 결국 오오아마황자가 승리하여 덴무 천황으로 즉위하였다. 덴무 천황은 중앙집권적인 국가체제의 정비에 힘썼다.
672년 말에 궁을 아스카노키요미하라노미야(飛鳥浄御原宮)로 옮겼다.이후 관인등용법을 폐지하여 변방의 호족 및 백성의 중앙정부 진출 기회를 열었고, 귀족·사찰의 토지를 반환받았다. 681년에는 율령의 편찬을 시작하였다. 5년 뒤인 686년에 덴무 천황은 사망했다. 황위는 황후인 지토 천황에게 이어졌다. 그로부터 8년 후인 689년에는 전 22권으로 구성된 아스카정어원령이 제정되어 반포되었다.
호적도 마련되어 일반 백성에 대한 체계적인 지배도 가능해졌다. 690년에는 경인년적이 만들어져 육년일조의 조적의 출발점이 됐다. 692년에는 기나이에 반전대부(班田大夫)를 파견, 공지공민제를 기초로 한 반전수수법을 실시했다. 694년(지통천황 8년)에는 일본 최초의 본격적인 도성인 후지와라쿄로 도읍을 옮겼다.
지토천황의 사후에는 몬무 천황이 뒤를 이었다. 처음에는 아들인 구사카베 황자를 즉위시키고자 하였는데, 아들이 즉위하자 그 아들인 몬무를 후계로 이명한 것이다. 율령제도를 기본으로 율과 영을 바탕으로 한 정치를 실시하기 위해 700년부터 율조를 찬정하는 작업에 착수하여 이듬해인 701년에 다이호 율령이 반포되었다. 이로써 천황을 정점으로 한 귀족·관료에 의한 중앙집권적 지배체제가 완성되고, 국민의 이름이 정부에 기재되었다. 일본사학계에서는 이로써 일단의 고대국가가 성립된 것으로 본다.
문무천황 사후 그 어머니가 겐메이 천황으로 즉위하였다. 710년에 헤이안쿄로 천도하였다.

## 문화
아스카 문화(飛鳥文化)는 7세기 전반 스이코 천황 시기에 아스카(飛鳥) 지역에서 발달한 문화이다. 일본 최초의 불교 문화인데, 백제로부터 불교를 수용한 결과였다. 백제에서 보낸 조사공(造寺工), 불공(佛工), 와공(瓦工), 노반공(露盤工) 및 화공(畵工)의 손에 의해 일본의 사찰들이 창건되었다. 유교와 도교 등 외래 학문과 사상이 다양하게 나타나 국제성이 풍부한 것이 특징이다. 백제 유학자 왕인은 아스카 문화를 일으키는 데 큰 역할을 하였다. 소가노 우마코의 주도하에, 백제의 승려와 장인들은 사찰, 호코지를 지었다. 고구려의 승려 혜자와 백제의 승려 혜총은 호코지에 살면서 포교하였다. 이들은 본국인 백제와 고구려에서 많은 승려를 불러오는 한편, 많은 도서를 수입하여 일본의 문화 건설에 이바지했다.쇼토쿠 태자에게 《법화경》을 진상하고 강독한 것은 혜자이며, 불상과 불각(佛閣) 등을 만드는 역할을 한 것은 혜총 대사이다. 그리고 호류지의 그 유명한 벽화는 고구려의 담징이 그렸다고 전해져온다.

## 대외 관계

### 신라와의 관계

#### 대립과 갈등 (7세기 초중반)
649년에는 신라에서 김다수(金多遂)가 왜국에 파견되는 등 왜에 대한 외교 공작도 활발해졌다. 645년에 왜에서 나카노오에 황자(훗날 덴지 천황)가 쿠데타를 일으켜 집권하자, 급진 개혁 세력은 당과 그 동맹국 신라를 자국의 중앙집권화를 위한 개혁 모델로 삼아 다이카 개신이라는 정치개혁을 추진하면서 신라와 빠른 속도로 가까워졌다. 당시 신라의 실력자였던 김춘추도 직접 왜로 건너가 왜 조정과 교섭하면서, 왜의 귀족들에게 "용모가 아름답고 말이 시원시원하다"는 인상을 심어주기도 했다.(647년) 백제를 없애기 위해서는 백제의 오랜 동맹국이었던 왜를 백제로부터 떼어내는 것이 신라로서는 중요한 문제였다. 하지만 백제와 왜를 갈라놓으려는 신라의 외교는 결국 실패로 돌아갔는데, 이에 대해서는 대체로 백제 계통으로 추정되는 왜의 유수의 호족 소가(蘇我) 일족과 긴밀한 통혼 관계에 있던 나카노오에 황자(中大兄皇子)가 649년부터 왜국의 실권을 잡게 되는 등의 왜의 내부 사정으로 친백제 경향이 친신라 경향보다 훨씬 우세해진 데에 있다는 지적이 있다. 또한 신라의 급속한 당풍화가 백제와 친밀한 관계에 있던 왜에 불안을 가져왔다는 지적도 있다. 하쿠치(白雉) 2년(651년)에 신라에서 왜에 파견한 사찬 지만(知萬)이 당의 관복을 입고 있는 것을 보고, 이를 '불쾌하게' 여긴 왜의 좌대신 코세노 토쿠타(巨勢徳陀子)가 왜의 실질적인 실력자였던 나카노오에 황자(中大兄皇子, 후의 덴지 천황)에게 신라 정벌을 진언했으나 받아들여지지 않았다.

#### 백강 전투와 왜의 접근 (7세기 후반)
660년에 나·당 연합군의 공격으로 일본의 동맹국인 백제의 수도 사비성이 함락되어 백제는 멸망하였다. 이 와중에 백제의 옛 장수였던 귀실복신·흑치상지 등을 중심으로 백제 부흥 운동이 일어났다. 일본은 신라·당과의 대립을 무릅쓰고 백제 부흥 운동을 지원하였다. 663년, 신라와 당은 수륙협공으로 백제 부흥정부의 수도 주류성으로 진격했다. 이때 육지에서는 백제의 기병이 진을 치고 신라군과 맞섰고, 바다에서는 왜에서 온 함선들이 강변의 모래밭에 정박해 있었다. 왜병 선단은 전군을 셋으로 나누어 공격했지만 전술 및 간조의 시간차로 인해 당군에 비해 수적으로 우세였음에도 불구하고 네 번 모두 대패했다.(이때 백제·왜의 연합군은 당의 수군에 밀려 물러나 있다가 "우리가 먼저 치면 저들은 알아서 물러날 것"이라는 몹시 엉터리같은 작전을 택했다고 한다.) 백강에 집결해 있던 1천 척의 함선 가운데 4백 척이 불탔으며, 신·구《당서》와 《자치통감》, 그리고 이들 사료를 참조한 《삼국사기》는 이때의 싸움을 두고 "연기와 불꽃은 하늘을 붉게 물들였고, 바닷물마저 핏빛이 되었다"고 당시의 처절했던 전쟁을 묘사하고 있다.(→백강 전투)
전쟁이 끝나고, 일본은 백제의 멸망으로 대거 유입된 난민들을 수용하였다. 또한 신라의 침략에 대한 공포로 일본은 오노성(大野城, 665년)과 카네다 성(金田城, 667년)을 축조-여기에 난민들도 참여하였다-하고 방어 전쟁준비를 하기도 하였다. 이와 같이 왜와 신라의 대립은 깊어졌다. 그러나 또한 한반도의 새로운 패권 세력인 신라와 친해지지 않으면 왜국을 크게 위협할 수도 있다는 판단 아래, 왜는 서둘러 665년부터 신라와의 국교를 정상화하고, 왜의 중신이던 나카토미노 가마타리가 나서서 신라의 문무왕과 함께 신라 조정의 실력자였던 태대각간 김유신에게 선물 공세를 취하는 등, 8세기 초까지 당과는 거의 교류를 하지 않으면서도 신라와의 교류에는 적극적이었다. 이는 훗날, 원효(元曉)나 의상(義湘) 등의 신라 승려들이 나중에 신라 본국보다 일본에서 더 유명해질 수 있는 정치·외교사적 배경이 되었다고 여겨진다. 이후, 나당전쟁으로 인해 신라와 당의 관계는 매우 악화되었고 신라는 당나라와의 전쟁위험이 존재하는 동안 후방의 위협을 제거할 목적으로 일본과의 관계를 회복하여 720년까지 교류를 증진하며 관계를 돈독히 하였다. 성덕왕 2년(703년) 204명에 달하는 일본국 사신을 받아들일 정도로 성덕왕 초기에는 우호관계에 있었다. 일본에 대한 《삼국사기》의 기록은 다소 소략해 일본 쪽 자료를 보충하지 않을 수 없지만, 양쪽 자료를 종합해보면 670년부터 779년까지 한 세기 동안 신라 사신들이 일본에 39차례나 파견됐다. 같은 기간에 일본 사신들은 신라를 25차례 방문했다. 그 기간에 당나라로 견당사(遣唐使)를 보낸 것은 불과 10차례였다.

## 부록

### 주해
1. ↑  군주가 사망한 뒤 차기 군주가 될 사람이나 선대 군주의 왕비가 즉위하지 않은 상태로 정무를 맡아보는 것. 섭정과 다른 점은 섭정의 경우는 군주로 불리는 존재가 이미 존재하고 있으나 칭제의 경우는 그 군주가 없는, 칭제를 맡고 있는 본인이 사실상의 군주나 그에 준하는 존재로서 다만 군주로서의 즉위만 하지 않고 있다는 점이 다르다.
2. ↑  덧붙여 사이메이 천황이 붕어한(661년) 뒤에 나카노오에는 일단은 즉위하지 않고 칭제의 형식으로 국정을 맡았으므로 달력을 이해하기 어렵지만, 《일본서기》에서는 유년칭원법에 따라 천황의 기년을 표기하고 있기에, 일단은 사이메이 천황 붕어 이듬해(662년)가 덴지 천황의 '원년'에 상당한다.